# Podole (województwo świętokrzyskie)
Podole – wieś w Polsce położona w województwie świętokrzyskim, w powiecie opatowskim, w gminie Opatów. 
Przez wieś przechodzi  czerwony szlak rowerowy do Opatowa.

## Części wsi
| SIMC    | Nazwa                  | Rodzaj    |
| ------- | ---------------------- | --------- |
| 0801823 | Dwór                   | część wsi |
| 0801830 | Kolonia na Podworskiem | część wsi |
| 0801846 | Podole-Kolonia         | część wsi |
| 0801852 | Ptkanów                | część wsi |

## Historia
W XV w. wieś była własnością Domarata h. Grzymała. Z 4 łanów kmiecych dziesięcinę płacono parafii w Ptkanowie. Znajdowała się tu karczma oraz folwark rycerski, także oddający dziesięcinę ptkanowskiemu probostwu. Według Jana Długosza dziedzic Podola Domarat był także właścicielem połowy sąsiedniego Ptkanowa.
W 1578 r. wieś podzielona była na dwie części. Paweł Oszkowski posiadał 3/4 łanu z 3 osadnikami, 2 zagrodnikami oraz 1 komornikiem. Jan Domarath natomiast 1,5 łanu z 3 osadnikami i 2 zagrodnikami.
W 1827 r. Podole miało 20 domów i 124 mieszkańców.
W latach 1975–1998 miejscowość położona była w województwie tarnobrzeskim.